# Go Bananas
Go Bananas è il terzo EP del gruppo musicale russa Little Big, pubblicato il 14 novembre 2019 dalla Little Big Family.

## Tracce
Testi e musiche di Anton Muntyan, Il'ja Prusikin e Viktor Sibrinin.
1. Pop on the Top – 3:16
2. Rock-Paper-Scissors – 3:19
3. Go Bananas – 2:47
4. T.I.T.S – 3:05
5. Emotions (Requiem for Freedom) – 3:07